# 鍾馗嫁妹
鍾馗嫁妹，是驅魔真君鍾馗的民間故事。
鍾馗在傳說中是唐代的士子，相貌醜陋，卻很有才華。殿試掄元，但皇帝受到奸臣影響，打算以其貌不揚為理由，剝奪其狀元資格，將之貶斥。鍾馗一怒之下，叩階自殺，一起赴考的同鄉杜平將鍾馗安葬。
鍾馗的魂魄，因節操甚高受到玉皇大帝的嘉許，封為驅魔真君，統領無數鬼卒，並為人世驅除邪魔。
一日，鍾馗感應到貌美如花的胞妹受到惡霸欺凌、強娶。於是鍾馗到陽間救妹，率鬼卒們抬轎子、提燈籠、搬嫁妝，嚇退了惡霸，並把胞妹嫁給才德兼備的杜平，方才離開陽世。